# Salicornia bigelovii
Salicornia bigelovii es una especie de planta con flores de la familia Amaranthaceae conocida por los nombres comunes de salicornia enana y vidriera enana. Es originaria de las zonas costeras del este y sur de los Estados Unidos, Belice y la costa de México (tanto la costa este como la oeste).   

## Descripción
Es una planta de marismas, halófita que crece en agua salada, produce un tallo erecto y ramificado, unido en numerosos entrenudos.
El tallo carnoso, de color verde o rojo, puede alcanzar unos 60 cm de altura. Las hojas suelen ser pequeñas placas, pares de las cuales se fusionan formando una banda alrededor del tallo. La inflorescencia es una espiga densa y con forma de palito de flores.
Cada flor está formada por una bolsa de sépalos fusionados que encierran los estambres y los estigmas, y no tiene pétalos. El fruto es un utrículo que contiene semillas diminutas y peludas. La parte sur del rango de distribución de la especie está representada por los manglares de Petenes de Yucatán, donde es una planta subdominante asociada en los manglares. 

## Usos
Se investiga esta planta por su potencial para servir como cultivo oleaginoso que puede desarrollarse en ambientes desérticos y mantenerse con agua que contenga altos niveles de sales. 
Es la fuente del aceite de salicornia. La semilla de la planta contiene hasta un 33% de aceite.  El aceite contiene hasta un 79% de ácido linoleico y es funcionalmente similar al aceite de cártamo.  Se puede utilizar como aceite de cocina y como sustituto de aceites más valiosos en el alimento para pollos.
Los animales domésticos pueden consumir la planta como forraje.  La planta también podría ser una fuente de biocombustible. 
La salicornia tiene beneficios en el área de la salud y algunos de sus metabolitos bioactivos tienen importantes aplicaciones farmacéuticas. 
Dado que la planta es una especie halófila costera que crece en agua salada, se puede regar con agua de mar,  lo que la convierte en un cultivo potencial para lugares que pueden soportar pocas otras plantas de cultivo.  Las plantas también pueden regarse con agua de drenaje con alto contenido de sal, como el efluente de las tierras de cultivo del Valle Central de California .  Se han cultivado campos de la planta en aguas residuales de granjas de acuicultura en Eritrea y se han cosechado para la alimentación animal. 